# Log (gmina Ruše)
Log – wieś w Słowenii, w gminie Ruše. W 2018 roku liczyła 406 mieszkańców.